# Confédération générale des travailleurs tunisiens
La Confédération générale des travailleurs tunisiens (CGTT) est un syndicat tunisien fondé le 3 décembre 1924 par Mohamed Ali El Hammi.

## Histoire

### Première CGTT
À la suite des grèves de l'hiver 1924-1925, Mohamed Ali El Hammi fonde le 3 décembre 1924 la Confédération générale des travailleurs tunisiens, premier syndicat autonome de l'empire colonial français qui appuie le Destour. Elle naît en se détachant de la section tunisienne de la CGT, alors considérée comme insuffisamment sensible aux aspirations des travailleurs tunisiens. Elle ne connaît toutefois qu'une existence très brève de quelques mois.
Plus tard dans l'année, le syndicat rompt ses relations avec le Parti communiste tunisien (PCT) fondé le 18 décembre 1921 au congrès de La Goulette. Les autorités coloniales réagissent aux mouvements de grève en arrêtant les leaders communistes et de la CGTT dans ce qui devient le « complot destouro-communiste ». Les avocats du Destour (Ahmed Essafi, Salah Farhat et Taïeb Jemaïl) défendent les dirigeants du syndicat tunisien lors du procès qui s'ouvre le 12 novembre 1925. Le verdict est sévère : tous les accusés (Jean-Paul Finidori pour les communistes, Mohamed Ali El Hammi, Mokhtar Ayari, Mohamed Ghannouchi et Mohmoud Kabadi pour la CGTT) sont expulsés de Tunisie. Le calme revient chez les ouvriers.
Le 29 janvier 1926 sont promulgués les décrets dits « scélérats ». La presse est maintenant strictement règlementée, la répression des crimes et délits politiques est accrue. Malgré la campagne de presse des journaux destouriens, l'entrée en vigueur de ces lois répressives incite les nationalistes à la prudence, par peur de l'interdiction de leurs publications. Cela n'empêche pas l'accroissement du nombre de cellules dans l'arrière-pays, la création de nombreux syndicats dans toutes les corporations et la multiplication de sociétés culturelles qui, sous couvert de littérature, d'art ou de philanthropie, permettent de conserver l'union entre les Tunisiens.

### Seconde CGTT
Sous l'impulsion de Tahar Haddad, qui contribue grandement au décret du 12 novembre 1932 établissant le droit syndical pour la première fois dans un territoire sous domination française, la CGTT finit par renaître le 27 avril 1937 grâce à l'initiative de Belgacem Gnaoui et d'Ali El Karoui, tous deux membres de l'Union départementale dont la direction reste dominée par les Européens. Les communistes, dont la position s'est renforcée au sein de la CGT, dénoncent cette deuxième tentative comme une division du mouvement ouvrier. C'est pourquoi, cherchant à ne pas se couper des autres organisations et à rester autonome face au Néo-Destour, la deuxième CGTT ne soutient pas la grève générale que celui-ci lance le 20 novembre de la même année, ce qui participe grandement à son échec. En retour, les nationalistes prennent le contrôle de la CGTT et placent Hédi Nouira à sa tête lors du congrès de janvier 1938. Ils parviennent ainsi à faire éclater l'organisation et prennent l'avantage dans la rivalité entre nationalistes et communistes.

## Héritage
Le 1er février 2011, à la suite de la révolution tunisienne, Habib Guiza reprend l'héritage du syndicat en créant la Confédération générale tunisienne du travail, mettant ainsi un terme au monopole de l'Union générale tunisienne du travail,.